# Buitenste ringweg van Jakarta
De Buitenste ringweg van Jakarta (Indonesisch:Jalan Tol Lingkar Luar Jakarta) is een tolweg om de stad Jakarta in Indonesië. De tolweg is 64 kilometer lang, waarvan nog 5 kilometer in aanbouw is. De tolweg begint bij Penjaringan bij de Tolweg Prof. Dr. Sedyatmo en gaat via Zuid-Jakarta naar Cilincing. De hele tolweg kent momenteel 2x3 rijstroken autosnelweg, hoewel het deel Cikunir-Cakung aanvankelijk 2x2 rijstroken kende. De maximumsnelheid bedraagt veelal 80 km/u. Na de oplevering van het gedeelte Joglo-Ulujami in het zuidwesten in juli 2014 resteert alleen nog het deel Cilincing-Tanjung Priok.

## Onderbrekingen
Het eerste gedeelte tussen Pondok Pinang en Taman Mini werd geopend in 1990. Een jaar later opende het stuk tussen Cikunir en Cakung. In de jaren daarna werd tot 2000 niet gebouwd. Sindsdien is in veertien jaar tijd de ringweg stapsgewijs bijna helemaal opengesteld. Alleen het deel van Cilincing naar Tanjung Priok ontbreekt nog.
| Gedeelte                                | Openingsdatum                                                | Afstand (in km) |
| --------------------------------------- | ------------------------------------------------------------ | --------------- |
| Penjaringan - Kembangan                 | 2010                                                         | 8,65            |
| Kembangan - Joglo                       | 2013                                                         | 5,61            |
| Joglo - Tanah Kusir                     | 2014                                                         | 2,04            |
|                                         |                                                              |                 |
|                                         |                                                              |                 |
| Tanah Kusir- Taman Mini Indonesia Indah | 1990                                                         | 17,00           |
| Taman Mini Indonesia Indah - Hankam     | 2003                                                         | 4,10            |
| Hankam - Jatiasih                       | 2006                                                         | 4,40            |
| Jatiasih - Knooppunt Cikunir            | 2007                                                         | 3,90            |
| Knooppunt Cikunir - Cakung              | 1991                                                         | 9,07            |
| Cakung - Cilincing                      | 2007 (ter hoogte van Rorotan) / 2010 (ter hoogte van Semper) | 4,80            |
| Cilincing - Tanjung Priok               | in aanbouw                                                   | 5,00            |